# Phaseolus chiapasanus
Phaseolus chiapasanus là một loài thực vật có hoa trong họ Đậu. Loài này được Piper miêu tả khoa học đầu tiên năm 1921.